# A.M. Povlsen
Anton Marinus Povlsen (født 10. april 1835 i Todbjerg, død 5. december 1872 i København) var en dansk lærer og politiker. Han var medlem af Folketinget fra 1866 til 1872 hvor han tilhørte Folketingets venstregrupper.

## Opvækst, erhverv og familie
A.M. Povlsen blev født i Todbjerg nord for Århus i 1835 som søn af gårdejer Povl Jensen . Hans far døde da Povlsen var 4 år gammel, hvorefter hans mor giftede sig igen. Som ung hjalp Povlsen til på fødegården. Han var elev på Saksild Bondehøjskole i 1853 og blev uddannet til lærer på Jelling Seminarium fra 1856 til 1858. Efter først at have været huslærer, blev han lærer på Nakskov Realskole i 1859. Senere vikarierede han for Sofus Høgsbro som lærer på Rødding Højskole og i november 1861 blev han lærer på Uldum Højskole da forstander E.M. Rotwitt var blevet valgt til Folketinget. Povlsen flyttede derefter til København hvor han først var huslærer for Grundtvig og fra 1863 skolelærer i Københavns Kommune.
Han blev løjtnant i det borgerlige artilleri i 1863.
Christensen blev i 1866 gift med en af politikerens J.A. Hansens døtre.

## Politisk karriere
Povlsen tilsluttede sig Oktoberforeningen og var sekretær for foreningen fra 1865 til 1870.
Han var medlem af Rigsrådets Folketing valgt i Hørningkredsen 1865-1866.
Ved folketingsvalget i juni 1866 stillede han op mod den senere konseilspræsident, dengang indenrigsminister, J.B.S. Estrup i Hørningredsen. Povlsen som argumenterede imod Grundloven af 1866 blev valgt med 916 stemmer mod 551 stemmer til Estrup. Ved det efterfølgende oktobervalg i 1866 blev Povlsen genvalgt ved kåring. I Folketinget tilhørte han venstregruppen som blev kaldt oktobristerne under ledelse af J.A. Hansen. Ved valget i 1869 blev Povlsen genvalgt med 460 stemmer mod 399 stemmer til den nærmeste konkurrent, sognefoged Niels Frost som var Bjørnbakker.
I juni 1870 var A.M. Povlsen med til stifte Det forenede Venstre. Han kom i konflikt med partiet da han i januar 1872 uden Det forenede Venstres godkendelse stillede en forespørgsel i Folketinget til kultusminister C.C. Hall. Dette og andre konfliktpunkter førte til at han meldte sig ud af partiet i marts 1872 og blev løsgænger i Folketinget. Ved folketingsvalget i oktober 1872 stillede Niels Frost ikke op, men Bjørnbakkerne opstillede sognefoged Niels Jensen fra Holme og grundtvigianerne opstillede lærer Søren Jensen som senere blev medlem af Landstinget. Povlsen havde ikke megen støtte, og selv hans svigerfar J.A. Hansen anbefalede ikke at stemme på ham. Niels Jensen vandt valget med 818 stemmer, mod 351 stemmer til A.M. Povlsen og 193 stemmer til Søren Jensen.

## Sygdom og død
Kort efter folketingsvalgt i 1872 blev A.M. Poulsen sindssyg og indlagt på Kommunehospitalet i København hvor han døde 37 år gammel 5. december 1872.